# Балка Тернова
Балка Тернова — річка в Україні, у Криворізькому районі Дніпропетровської області. Ліва притока Водяної (басейн Дніпра).

## Опис
Довжина річки 19  км, похил річки — 1,7 м/км. Площа басейну 72,0 км². Місцями пересихає.

## Розташування
Бере початок у селі Новохортиця. Тече переважно на південний захід через Новоюлівку і у Злотоустівці впадає у річку Водяну, праву притоку Кам'янки.
Населені пункти вдовж берегової смуги: Кам'янка, Ізлучисте.
Річку перетинає автошлях Н11